# Guy IV de Vignory
Pour l’article homonyme, voir Guy de Vignory.
Guy IV de Vignory, dit Le Jeune (né vers 1085 - † vers 1150), est seigneur de Vignory au début du XIIe siècle. Il est le fils de Guy III, seigneur de Vignory, et de Béatrix de Bourgogne.

## Biographie
En 1108, il donne son accord avec son frère aîné Robert de Vignory aux donations de leurs parents envers l'Abbaye Saint-Bénigne de Dijon et le prieuré Saint-Étienne de Vignory.
Avant 1126, son frère aîné Robert de Vignory décède et il devient l'héritier de la seigneurie de Vignory. Avant de mourir, Robert de Vignory lègue à l'abbaye de Molesme un cheval de grande valeur qui sera racheté par son frère Guy IV.
Vers 1125, il part en croisade à Jérusalem où il participe probablement à la défense du nouveau Royaume de Jérusalem contre les sarrasins.
Pendant ce pèlerinage, son père Guy III décède et Guy IV, son fils le plus âgé lui survivant, devient donc le nouveau seigneur de Vignory à son retour de terre sainte.
Il approuve plusieurs donations faites à Longchamp en faveur de l'abbaye de Clairvaux.
Vers 1147, il participe avec son fils aîné Guy à la deuxième croisade, où tous les deux trouvent la mort vers 1150.

## Mariage et enfants
Vers 1130, il épouse Alaïs ou Adélaïde, dont le nom de famille est inconnu, dont il a trois enfants :
- Guy de Vignory, probablement mort avec son père pendant la deuxième croisade[3]. Il a peut-être eu une épouse prénommée Tiphaine mais dont le nom de famille est inconnu, dont il n'a pas eu d'enfant ;
- Barthélemy de Vignory, qui succède à son père ;
- Béatrix de Vignory, qui épouse en premières noces Robert Wichard, comte de Clefmont, fils de Simon II de Clefmont et d'Agnès de Roucy, dont elle a plusieurs enfants. Veuve, elle épouse en secondes noces Guillaume de Tilchâtel, fils d'Aimon II de Tilchâtel et d'Agnés des Molières, dont elle a au moins un enfant.

Certains historiens du XIXe siècle lui attribuent un autre fils du nom de Roger II de Vignory, mais il s'agit d'une confusion avec Barthélemy de Vignory.

## Source
- Marie Henry d'Arbois de Jubainville, Histoire des Ducs et Comtes de Champagne, 1865.
- Jules d'Arbaumont, Cartulaire du Prieuré de Saint-Etienne de Vignory, 1882.